# Observatoire Desert Beaver
 (avril 2025).
Si vous disposez d'ouvrages ou d'articles de référence ou si vous connaissez des sites web de qualité traitant du thème abordé ici, merci de compléter l'article en donnant les références utiles à sa vérifiabilité et en les liant à la section « Notes et références ».
L'Observatoire Desert Beaver (code UAI 919) est un observatoire astronomique privé situé près d'Eloy, en Arizona aux États-Unis. L' astéroïde (25893) Sugihara y a été découvert par l'astronome amateur William Kwong Yu Yeung.